# Затишок (Коростенський район)
За́тишок — село в Україні, у Коростенському районі Житомирської області. Населення становить 87 осіб.

## Назва
19 вересня 2024 року Верховна Рада підтримала перейменування села Першотравневе на Затишок. 26 вересня 2024 року перейменування набуло чинності.

## Населення

### Мова
Розподіл населення за рідною мовою за даними перепису 2001 року:
| Мова       | Кількість | Відсоток |
| ---------- | --------- | -------- |
| українська | 87        | 100%     |